# Luye
La Luye est une rivière qui coule dans le département des Hautes-Alpes, en région Provence-Alpes-Côte d'Azur, sous-affluent du Rhône par la Durance.

## Géographie
Elle prend sa source au sud de La Bâtie-Neuve, se dirige vers l'ouest, arrose Gap, puis s'oriente au sud, en creusant les gorges de la Luye dans des terrains marneux. Elle se jette dans la Durance peu avant Tallard, après un parcours de vingt kilomètres.
La longueur de son cours est de 22,6 km.
L'écoulement de la Luye suit une vallée façonnée par l'érosion glaciaire. Le lit aval a une pente de 6,3 ‰ et sa forme a été modelée par les transports de graviers. Le confluent avec la Durance est très encombré d'embâcles, ce qui provoque la formation de bras secondaires.

## Affluents
La Luye a six affluents référencés :
- le torrent du Buzon (rd[note 1]), avec un affluent :
  - le torrent de l'Oursatas,
- le canal de la Magdeleine (rg),
- le torrent de Bonne (rd),
- le Riotort (rg), avec un affluent,
  - le torrent des Fontaines,
- le torrent de Cristayes (rd),
- le torrent du Partiment (rg), avec deux affluents :
  - les torrent des Bournes,
  - le torrent de Laval,

Donc son rang de Strahler est de trois.

## Hydrologie

### Crues
La crue de 2003 a eu un débit approximatif de 80 m3/s. C'était une crue peu importante, puisque le débit type d'une crue décennale est de 100 m3/s, et de 220 m3/s pour une crue centennale.

## Aménagements et écologie
Au confluent, la Luye laisse d'importants dépôts de limons, sables, galets. Au total, elle charrie très approximativement 3 000 m3 de graviers par an.